# Российская общественная инициатива
«Росси́йская обще́ственная инициати́ва» (РОИ) — интернет-ресурс, на котором граждане России, авторизованные через поддерживаемую государством систему идентификации граждан ЕСИА, могут выдвигать различные гражданские инициативы либо голосовать за таковые. Инициативы рассматриваются если: на федеральном уровне и в субъектах России численностью населения более 2 млн. — не менее 100 000 (ста тысяч) голосов в поддержку инициативы; на региональном и муниципальном — не менее 5 % от численности зарегистрированного населения.
Инициатива, набравшая необходимое количество голосов, попадает в экспертную группу федерального, регионального или муниципального уровня для принятия решения о мерах по реализации.

## История
6 февраля 2012 года премьер-министр РФ Владимир Путин опубликовал в газете «Коммерсантъ» статью «Демократия и качество государства», в которой предложил рассматривать в парламенте гражданские инициативы, собравшие более ста тысяч подписей в интернете.
Начало работы РОИ было положено Указом Президента РФ № 601 от 7 мая 2012 года «Об основных направлениях совершенствования системы государственного управления».
Концепция формирования механизма публичного представления предложений граждан с использованием интернета для рассмотрения в Правительстве РФ была утверждена Председателем Правительства 23 августа 2012.
4 марта 2013 года Указом Президента РФ № 183 «О рассмотрении общественных инициатив, направленных гражданами Российской Федерации с использованием интернет-ресурса „Российская общественная инициатива“» исполнителем проекта назначен Фонд информационной демократии.
2 апреля 2013 года платформа РОИ была представлена общественности и СМИ.

## Принцип работы
Согласно президентскому указу, после получения 100 тыс. подписей в течение года петицию рассматривает экспертная рабочая группа при правительстве, которая и должна решить на основе рекомендации профильных органов, стоит ли развивать идею.
В январе 2016 года было подписано соглашение, согласно которому фонд будет передавать в Госдуму «в электронной и письменной форме» информацию об общественных инициативах, которые набрали на сайте РОИ 35 тыс. голосов. Кроме содержания инициативы, фонд будет передавать сведения о том, сколько голосов было подано по петиции в разрезе регионов РФ.

## Инициативы
По состоянию на 21 апреля 2014 года, по словам президента Фонда информационной демократии Ильи Массуха, для 381 инициативы уже истёк годичный срок голосования. Из них — 136 инициатив набрали более 1500 голосов каждая.
На сентябрь 2017 года только 14 инициатив набрали необходимые для рассмотрения 100 тысяч голосов. Только одна инициатива, набравшая 100 тысяч голосов, была реализована — это инициатива об организации «Зеленого щита» вокруг Москвы. Инициатива об оснащении железнодорожных переездов системами видеорегистрации была реализована в форме внесения изменений в федеральное законодательство, то есть может считаться принятой с оговорками . Из непринятых инициатив более 50 тысяч голосов набрали только 10. Существуют мнения, согласно которым на портале, возможно, имеет место «накрутка» голосов. 10 июля 2013 инициатива Навального первой на сайте набрала необходимые 100 тысяч голосов, после чего была отклонена экспертной группой, так же как и последовавшая за ней инициатива «О свободе интернета».
Наибольшее количество голосов из принятых инициатив набрали инициативы об организации «Зеленого щита» вокруг Москвы (более 100 тысяч человек) и об отмене «нулевого промилле» в крови водителя (более 77 тысяч). Наименьшее количество голосов (2 голоса) из принятых инициатив получила муниципальная инициатива о изменении надписи на фасаде Ледового дворца города Ухты. Она также стала единственной принятой инициативой, против которой было подано больше голосов, чем за (2 голоса за, 3 против). С середины апреля 2014 года инициативы, не набравшие за 1 год 100 000 голосов, снимаются с голосования и отправляются в архив. Однако министр «Открытого правительства» Михаил Абызов распорядился всё-таки передать снятые с голосования инициативы в экспертный совет при правительстве для последующего рассмотрения. Затем рекомендации по реализации таких инициатив должны направляться в уполномоченные федеральные органы исполнительной власти.
Также были приняты 12 инициатив, не набравших 100 тысяч голосов. из них 9 федеральных, 3 — муниципальных.
В январе 2014 года независимым ресурсом ОРОИ реализована возможность обсуждения выдвинутых инициатив по прямым коротким ссылкам на их номера, аналогичным ссылкам на самом РОИ. Эта прямая адресация предложена специализированным ресурсам, посвящённым инициативам РОИ, в качестве стандарта, обеспечивающего удобство быстрого нахождения всего списка ветвей обсуждения различных аспектов данной конкретной инициативы, а также позволяющего незамедлительно высказать мнение по перспективам развития этой инициативы.
По состоянию на 12 марта 2017 года на сайте РОИ было выдвинуто 9746 инициатив, из них 2287 находились на голосовании, остальные в архиве. Большая часть — 8389 из них были федеральными, остальные региональными и муниципальными. Не считая рассмотренных инициатив, более 10 тысяч голосов смогли набрать 119 федеральных и 4 региональных инициативы (все — московские). Наибольшее количество голосов среди региональных инициатив (почти 33 тысячи голосов) получила инициатива об изменении правил платной парковки в Москве. Из 8389 федеральных инициатив 2142 смогли набрать более 1000 голосов, при этом 573 инициативы набрали менее 100 голосов. Среди федеральных инициатив наименьшее количество голосов за всю историю РОИ (22 голоса) получила инициатива о пропаганде «медовой диеты». Среди региональных и особенно муниципальных инициатив некоторые инициативы получили по 0 голосов, так как голосовать за них могли только жители региона или муниципалитета.
Единственной организацией, которой удалось внести сразу четыре инициативы, набравшие 100 тысяч голосов, стал Российский профсоюз железнодорожников и транспортных строителей. Фонд борьбы с коррупцией смог внести две такие инициативы. Среди регионов, жителями которых были внесены федеральные инициативы, набравшие более 100 тысяч голосов, лидирует Москва. Москвичами были внесены 9 инициатив из 14. Две инициативы были внесены жителями Московской области. Остальные три инициативы были внесены жителями Чукотского автономного округа, Воронежской и Пензенской области.
На сайте РОИ присутствует интерактивная карта, которая показывает, сколько инициатив разных уровней, находящихся в данный момент на голосовании, внесли жители каждого региона России. По состоянию на 23 ноября 2017 года жители Москвы внесли на голосование 320 федеральных инициатив, жители Московской области — 182, Санкт-Петербурга — 141, Ростовской области — 73, Свердловской области и Пермского края — по 67. Наибольшее число региональных и муниципальных инициатив, находящихся на голосовании, также было внесено москвичами.

### Инициативы, набравшие более 100 тысяч голосов
| «Запрет чиновникам и сотрудникам компаний с государственным (муниципальным) участием приобретать легковые автомобили стоимостью свыше 1,5 миллионов рублей» | 77Ф759 | 15.07.2013 | Отклонена экспертной группой |

Инициатива, предложенная Алексеем Навальным и Фондом борьбы с коррупцией, ссылалась на случаи закупок государственными органами, в том числе Верховным судом РФ и Генеральной прокуратурой РФ, неоправданно роскошных и дорогостоящих автомобилей; целью инициативы была заявлена «экономия бюджетных средств». Инициатива была первой, набравшей 100 тысяч голосов на сайте РОИ. Экспертная группа рассмотрела инициативу 10 сентября 2013 года и сочла внесение изменений в закон о госзакупках нецелесообразным; эксперты решили, что подобные ограничения должны устанавливаться нормативно-правовыми актами правительства РФ и ведомств, а не федеральным законом. В ноябре 2013 года схожий по содержанию законопроект — об ограничении на закупку легковых автомобилей свыше 3 миллионов рублей — был внесен в Государственную думу депутатами от «Единой России» и принят в первом чтении. Летом 2014 года правительство установило запрет на закупки автомобилей иностранного производства, и в октябре того же года было принято другое постановление правительства, ограничивающее приобретение автомобилей для федеральных чиновников суммой в 2,5 млн руб.
| «Отменить закон о произвольных блокировках интернет-ресурсов от 02.07.2013 № 187-ФЗ (закон против интернета)» | 50Ф4494 | 09.08.2013 | Отклонена экспертной группой |

Инициатива, призывающая отменить Федеральный закон № 187-ФЗ 2013 года, также известный как «антипиратский закон», была подготовлена совместно организациями «Роскомсвобода», «Ассоциация пользователей интернета» и «Пиратская партия России». Инициатива критиковала закон как непродуманный, не достигающий цели борьбы с нарушениями авторского права и открывающий возможности для злоупотреблений. Экспертная группа рассмотрела инициативу 14 октября 2013 года и отклонила её, заявив, что закон «доказал свою эффективность» и получил «положительные отзывы со стороны многих правообладателей»; экспертная группа рекомендовала продолжить обсуждение поправок к закону, в том числе в отношении разблокировки заблокированных интернет-ресурсов, а также увеличить финансирование Роскомнадзора — федерального органа, отвечающего за его выполнение.
| «Мой дом — моя крепость!» | 77Ф1016 | 20.02.2014 | Одобрена, но закон не принят |

Инициатива, предложенная общественным движением «Право на оружие», предлагала ввести в российское законодательство «доктрину крепости», предлагая считать любые действия, совершенные гражданином в собственном доме «для защиты имущества, здоровья и жизни близких, собственной жизни и здоровья» не выходящими за пределы необходимой обороны. Эта инициатива была первой, которую экспертная группа поддержала и передала правительству, однако соответствующий федеральный закон в последующие годы не был принят. Не связанные с инициативой законопроекты схожего содержания несколько раз вносились в Государственную думу депутатами от различных партий, однако не прошли через соответствующие комитеты.
| «Отмена права приоритетного проезда всех автомобилей, кроме автомобилей оперативных служб» | 77Ф636 | 17.03.2014 | Отклонена экспертной группой |

Инициатива, поданная общественным движением «Синие ведёрки», требовала лишить права приоритетного проезда всех чиновников и закрепить такое право только за автомобилями полиции, МЧС и скорой помощи; практическим результатом называлось снижение заторов на дорогах. Экспертная группа сочла принятие федерального закона нецелесообразным, сочтя, что подобные меры могут быть реализованы с помощью нормативных актов; эксперты также отмечали, что проблема заторов из-за автомобилей со спецсигналами не является общей для всей страны, а остро стоит только для отдельных городов — Москвы и Санкт-Петербурга — и даже для отдельных улиц. Заместитель председателя комитета Госдумы по конституционному законодательству и госстроительству Вячеслав Лысаков заявлял, что проблема «существует только в Москве и искусственно раздута», и что количество автомобилей с проблесковыми маячками, не принадлежащих экстренным службам, и так было несколько раз снижено президентскими указами с нескольких тысяч до немногим более пятисот. Координатор «Общества синих ведёрок» Петр Шкуматов заявил, что отклонение инициативы означает «полный провал РОИ и предвыборных обещаний президента об открытости и демократии».
| «Инициатива против введения дополнительных налогов на покупки в иностранных интернет-магазинах, а также против снижения таможенного лимита в 1000 евро на покупки товаров для личных нужд» | 58Ф6536 | 15.07.2014 | Одобрена, однако лимит все равно снижен |

Инициатива требовала отказаться от планов правительства установить соответствующие ограничения на покупки в иностранных интернет-магазинах: в частности, в 2014 году Министерство финансов заявляло о планах разработки постановления, снижающего порог беспошлинных отправлений при покупках в зарубежных интернет-магазинах с 1000 до 150 евро. В августе 2014 года Министерство финансов прекратило разработку ранее обсуждаемого варианта постановления «из-за изменения формальных оснований». Экспертная группа рассмотрела инициативу 2 октября 2014 года, рекомендовав передать её правительству для дальнейшего обсуждения. На заседании правительства в октябре 2014 года были приняты во внимание негативная реакция общественности и отрицательные отзывы экспертов; в феврале 2015 года действующие правила были оставлены Евразийской экономической комиссией в силе до 2016 года. С 1 января 2019 года лимит был снижен до 500 евро. 
С 1 апреля 2024 года беспошлинный лимит снижен до 200 евро.
Власти сообщают о дальнейших планах облагать пошлиной все зарубежные онлайн-заказы независимо от цены.
| «Об уголовной ответственности за незаконное обогащение чиновников и иных лиц, обязанных представлять сведения о своих доходах и расходах» | 77Ф9376 | 09.12.2014 | Отклонена экспертной группой |

Инициатива, также внесенная Алексеем Навальным и Фондом борьбы с коррупцией, требовала распространить юрисдикцию России на статью 20 Конвенции ООН против коррупции и ввести в Уголовный кодекс РФ новый состав преступления «Незаконное обогащение». Экспертная группа сочла предлагаемые изменения в законодательство противоречащими Конституции и основополагающим принципам правовой системы России; при этом было отмечено, что Конвенции ООН против коррупции, включая статью 20, была ратифицирована Россией, и что законодательством уже предусмотрена уголовная ответственность за преступные действия, ведущие к незаконному обогащению — превышение должностных полномочий, присвоение имущества и тому подобное. По мнению Константина Добрынина, участника группы и члена Совета Федерации, инициатива «является попыткой введения в российское право института объективного вменения или привлечения лица к уголовной ответственности без установления его вины».
| «Обязать Российский футбольный союз и Минспорт России проводить рейтинговое интернет-голосование по кандидатурам на должность главного тренера сборной России по футболу, а также по кандидатурам в состав сборной РФ по футболу перед мировыми соревнованиями» | 50Ф14141 | 31.03.2015 | Одобрена, но лишь как рекомендация |

Инициатива указывала на большие траты Российского футбольного союза и Министерства спорта на наем главного тренера сборной России по футболу при отсутствии приемлемых результатов, упоминая, в частности, пребывание на этой должности Фабио Капелло. Предлагалось привлечь к выбору тренера болельщиков, сделав результаты голосования необязательными, но рекомендательными и требуя от спортивных чиновников объяснять иной выбор. Несмотря на отсутствие консенсуса среди экспертов, экспертная группа одобрила петицию, отметив, что её принятие не требует разработки какого-либо нормативного правового акта и внесения изменений в существующие процедуры. При этом министр Абызов указал на то, что Российский футбольный союз является некоммерческой организацией, и «не в полномочиях» экспертной группы давать ему указания — РФС «имеет право принять эту рекомендацию или не принять». Следующий главный тренер сборной Станислав Черчесов был назначен на свой пост решением исполкома РФС без проведения какого-либо голосования.
| «Ввести изменения в Трудовой кодекс РФ, предусматривающие проведение обязательной индексации заработной платы работников не реже одного раза в год на уровне не ниже фактических размеров инфляции» | 77Ф15227 | 07.04.2015 | Отклонена экспертной группой |

Инициатива, внесенная Российским профсоюзом железнодорожников и транспортных строителей, предлагала закрепить индексацию заработной платы как обязанность всех работодателей независимо от источников их финансирования; при этом авторы отмечали, что положения об индексации закреплены в Трудовом кодексе, но лишь как право работодателя, а не обязанность. 10 июня 2015 года экспертная группа отклонила инициативу, посчитав предлагаемые поправки нецелесообразными — эксперты и Министерства труда и социальной защиты сочли, что вопрос об индексации зарплат «в полном объёме урегулирован действующим законодательством», и что навязывание обязательств по индексации тем компаниям, которые не в состоянии их выполнить, только приведет к ухудшению финансового положения работодателей.
| «Организовать „Зеленый щит“ Москвы и Подмосковья в пределах 70 км от МКАД, ограничив на этой территории вырубку леса» | 77Ф22543 | 09.10.2015 | Одобрена, соответствующий закон принят, но «зеленый щит» вокруг Москвы не создан |

Инициатива, подготовленная Общероссийским народным фронтом, предлагала расширить защитную зону вокруг Москвы, передав в лесной фонд сохранившиеся леса в муниципальных образованиях и на землях сельскохозяйственного назначения, а также создать на границах лесов особую буферную зону с запрещением любого строительства, внести ряд поправок в Лесной кодекс и создать проект зон санитарной охраны Московского водопровода. Экспертная группа и профильные ведомства одобрили петицию, подчеркнув важность предлагаемых поправок как с точки зрения защиты природы, так и с точки зрения борьбы с коррупцией. Закон о «зелёном щите» вокруг крупных городов — не только Москвы — был принят и подписан президентом в июле 2016 года.
Однако по состоянию на ноябрь 2018 года лесопарковый зелёный пояс «с ограниченным режимом природопользования и иной хозяйственной деятельности» вокруг Москвы согласно новому закону всё ещё не создан.
| «Оплата государством абортов только по медицинским показаниям» | 87Ф21245 | 09.02.2016 | Отклонена экспертной группой |

В инициативе предлагалось вывести оплату абортов из системы обязательного медицинского страхования, сделав исключение только для абортов по медицинским показаниям, проведение которых необходимо в целях сохранения жизни или здоровья женщины. Экспертная группа отклонила петицию, посчитав ее ведущей к дискриминации — по мнению экспертов, если бы аборты стали платными, к ним получали бы доступ только более обеспеченные женщины, и затруднение женщинам доступа к этой услуге привело бы к росту числа криминальных абортов и травматизации. Вместо этого было рекомендовано принимать «комплексные меры» по сокращению числа абортов, в том числе «усиливать консультативную и просветительскую работу с женщинами», а также организовать широкое общественное обсуждение проблемной темы с участием, в том числе, Русской православной церкви и учёных из разных областей.
| «Ужесточить в Кодексе РФ об административных правонарушениях наказание для водителей транспортных средств за нарушение Правил дорожного движения в зоне железнодорожных переездов» | 77Ф21891 | 11.02.2016 | Одобрена, но соответствующий закон не принят |

Инициатива, внесенная Российским профсоюзом железнодорожников и транспортных строителей вместе с петицией 77Ф21892, указывала на слишком мягкое наказание для нарушителей ПДД на железнодорожных переездах, и предлагала ужесточить его, увеличив размеры штрафов и сроки лишения водительских прав. Экспертная группа одобрила инициативу, отметив, что соответствующий законопроект уже внесен в Госдуму законодательным собранием Пензенской области. В апреле 2017 года этот законопроект был отклонен Государственной думой.
| «Оборудовать все железнодорожные переезды системами видеорегистрации» | 77Ф21892 | 13.03.2016 | Одобрена, соответствующий закон принят |

Инициатива, внесенная Российским профсоюзом железнодорожников и транспортных строителей вместе с петицией 77Ф21891, требовала оборудовать все железнодорожные переезды в стране системами видеорегистрации, предполагая, что видеорегистрация нарушений приведет к понижению аварийности. Экспертная группа одобрила инициативу, отметив, что схожий законопроект уже внесен в Госдуму Министерством транспорта. В июле 2016 года закон был принят и подписан президентом.
| «Отменить „закон Яровой“» | 36Ф28432 | 14.08.2016 | Отклонена экспертной группой |

Инициатива требовала отменить так называемый «закон Яровой» — принятый в июле 2016 года «антитеррористический пакет» законов, обязывающий операторов связи и «организаторов распространения информации» в течение длительных сроков времени хранить переданную информацию, сведения о переданных данных и помогать ФСБ «расшифровать весь трафик». Авторы инициативы отмечали, что закон требует огромных вложений, а также ущемляет права человека. Экспертная группа отклонила петицию, посчитав, что закон полностью соответствует Конституции Российской Федерации, а его исполнение «не приведёт к сверхзатратам со стороны операторов и сокращению налоговых поступлений в бюджет». Тем не менее, эксперты рекомендовали провести дополнительные консультации с профильными ведомствами и операторами связи.
| «Не включать в минимальный размер оплаты труда (МРОТ) компенсационные и стимулирующие выплаты» | 77Ф32499 | 05.09.2017 | Одобрена экспертной группой |

Инициатива, внесенная Российским профсоюзом железнодорожников и транспортных строителей, предлагала установить в статье 133 Трудового кодекса Российской Федерации, что в величину минимального размера оплаты труда не включаются компенсационные, стимулирующие и социальные выплаты, то есть размеры тарифных ставок, должностных окладов по профессиональным квалификационным группам работников не могут быть ниже МРОТ. Экспертная группа поддержала инициативу.
| «Не допустить повышения возраста выхода на трудовую пенсию по старости» | 78Ф42375 | 18.06.2018 | Отклонена экспертной группой |

Как и инициатива 78Ф42476, была внесена в ответ на планы повышения пенсионного возраста, обсуждавшиеся в 2018 году. Инициатива предлагала оставить пенсионное законодательство без изменений и «прекратить обсуждение повышения возраста выхода на пенсию по старости на всех уровнях законодательной власти». Экспертная группа рассмотрела обе инициативы с опозданием — в сентябре 2018 года — и отклонила как «нецелесообразные».
| «Против повышения пенсионного возраста для россиян» | 78Ф42476 | 18.06.2018 | Отклонена экспертной группой |

Также была внесена в ответ на планы повышения пенсионного возраста, набрала необходимое количество голосов всего за одну неделю. Инициатива, критикуя планы как не соответствующие Конституции РФ, требовала не возвращаться к обсуждению до тех пор, пока средняя продолжительность жизни не достигнет уже заложенного правительством «возраста дожития», а также закрепить существующие пенсионные возрасты в 60 лет для мужчин и 55 лет для женщин специальным федеральным конституционным законом. Экспертная группа рассмотрела обе инициативы с опозданием — в сентябре 2018 года — и отклонила как «нецелесообразные», причем по поводу закрепления возрастов конституционным законом член экспертной группы Андрей Исаев отметил, что «пенсионный возраст не является предметом конституционного законодательства».
«Запретить добычу (вылов) китообразных в учебных и культурно-просветительских целях» 65Ф49427
| «За отказ от мусоросжигания и за предотвращение образования отходов» | 47Ф63007 | 18.03.2021 | Инициатива на рассмотрении |

Петиция предлагает убрать из закона «Об отходах» принятую в конце 2019 года поправку, которая приравняла сжигание мусора к переработке, а в будущем наказывать чиновников за утверждение правовых актов, противоречащих приоритетам госполитики в сфере обращения с отходами. Также предлагается включить в закон «Об отходах» запрет на оборот в России некоторых видов товаров и упаковки, которые трудно или невозможно переработать или которые имеют многоразовую альтернативу.

### Принятые инициативы, не набравшие 100 тысяч голосов
- 2013 — Вернуть минимально допустимый уровень содержание алкоголя в крови водителя (сохранена орфография автора инициативы)
- 2013 — Сохранять номер мобильного телефона при переходе от одного оператора связи к другому
- 2013 — Разрешить изготавливать дубликаты государственных регистрационных знаков в случае утери или кражи
- 2013 — Введение в национальный календарь профилактических прививок вакцинации против пневмококковой инфекции
- 2013 — Изменить надпись на фасаде Ледового Дворца имени Капустина Сергея Алексеевича (город Ухта) с «Ледовый Дворец» на «Ледовый Дворец имени Капустина Сергея Алексеевича» (муниципальная инициатива)
- 2014 — Запретить увеличение звука при рекламе на телевидении
- 2014 — Перечислять зарплату в банк, выбранный сотрудником, а не работодателем
- 2015 — Реконструкция или строительство нового парадного фонтана на Московской площади города Курска (муниципальная инициатива)
- 2015 — Постановка транспортного средства на учёт в ГИБДД, снятие с учёта, выдача госномеров и другие регистрационные действия должны проводиться в течение 1 часа
- 2015 — Ввести на пешеходных переходах диагональную разметку «зебры»
- 2015 — Организовать пешеходный переход на перекрестке улиц Удмуртской, Буммашевской и Воткинского шоссе в городе Ижевске (муниципальная инициатива)
- 2016 — Упростить судебную процедуру сноса самовольных построек на государственной (муниципальной) земле
- 2018 — предписать\разрешить использование спецсигналов на автобусах\автомобилях, перевозящих детей, либо движущихся в условиях недостаточной видимости
- 2018 — Высадить деревья взамен погибших на улице Вилоновской в городе Самаре (муниципальная инициатива)
- 2018 — Отменить Постановление Правительства Республики Дагестан № 344 от 22.11.2016 г. (региональная инициатива)

### Список не принятых инициатив, набравших более 50 тысяч голосов по годам
- 2014 — Отмена транспортного налога
- 2014 — Возбуждать уголовные дела против нарушителей ПДД по видеозаписям
- 2014 — О введении визового (разрешительного) порядка въезда граждан стран Центральной Азии и Закавказья на территорию Российской Федерации
- 2014 — Запрет любым государственным и муниципальным организациям требования ксерокопии (фотокопии) любых документов у граждан
- 2014 — Внесение изменение в работу Почты России (сохранена орфография автора инициативы)
- 2014 — Введение гарантийного срока на работы по ремонту дорожного покрытия
- 2014 — Запрет на рассылку рекламных СМС без предварительного письменного согласия абонента
- 2015 — Запретить перекрытие движения по автодорогам для проезда автотранспорта федеральных и региональных чиновников
- 2016 — Установить для работников организаций всех форм собственности минимальный размер суточных при служебных командировках не менее 300 рублей
- 2016 — Создать единую электронную медицинскую карту пациента
- 2018 — Отменить ежемесячные доплаты к пенсии депутатам Госдумы и сенаторам
- 2018 — Присоединить ЖК «Новое Бутово» (пос. Воскресенское) к району Южное Бутово (муниципальный округ Южное Бутово) (отклоненная муниципальная инициатива)
- 2019 — Понизить зарплаты работников Госдумы до минимального прожиточного минимума
- 2019 — Лишить депутатов возможности поднимать себе зарплаты
- 2019 — Запретить строительство полигона отходов на ж/д станции Шиес

## Критика
Основным упреком в адрес РОИ является невозможность контролирования честности подсчета голосов. На форуме oroi.ru рассмотрено решение: чтобы обеспечить неоспоримую честность голосования на сайте РОИ, нужно под каждой инициативой публиковать упорядоченный список поданных голосов. Российская общественная инициатива согласилась с необходимостью публикации списка голосов, но на данный момент этот вопрос не решён.
Также РОИ критиковалась за так называемое «блокирующее спойлерство», когда вместо значимой петиции весомой политической фигуры может публиковаться инициатива-спойлер, а изначальная отклоняться как дублирующая. В ответ на эту критику РОИ внесла изменения в свою работу, и теперь инициативы рассматриваются строго в порядке поступления.
Кроме того, по правилам сайта, для рассмотрения федеральной инициативы и региональной инициативы региона с населением от 2 миллионов человек, требуются по 100 тысяч голосов. а для рассмотрения муниципальных инициатив и инициатив для регионов с числом жителей менее 2 миллионов человек нужно набрать 5 % от населения. То есть федеральные инициативы находятся в привилегированном положении по сравнению с региональными и муниципальными инициативами. Если бы федеральной инициативе нужно было набрать 5 % от населения, то порог составлял бы более 7 миллионов голосов, а не 100 тысяч. Региональные инициативы регионов-двухмиллионников имеют привилегии перед всеми муниципальными и региональными инициативами менее населенных регионов. Инициативы более населенных регионов-двухмиллионников имеют преимущество перед инициативами менее населенных регионов-двухмиллионников.
Ни одна региональная или муниципальная инициатива за все время существования РОИ не набрала нужного для рассмотрения количества голосов.

### Возможные фальсификации голосования
Хотя РОИ не предоставляет открыто информацию о ходе голосования, на сайте отображается количество голосов, поданных за каждую из инициатив на данный момент. За этими данными следят независимые наблюдатели.
16 мая 2013 года анонимный пользователь Независимого форума о Российской общественной инициативе oroi.ru высказал подозрения о накрутках на РОИ в пользу одной из инициатив, подозрения подтверждались ступенчатым видом графика голосов. Ступеньки на графике повторялись циклично, вне зависимости от времени суток. Российская общественная инициатива, комментируя эти подозрения, указала на отсутствие у РОИ мотива совершать подобные действия.
28 мая 2013 года депутат Екатеринбургской городской думы Леонид Волков опубликовал в своём блоге исследование, показывающее значительные неоднородности в голосовании за инициативу о возврате минимально допустимого уровня алкоголя в крови водителя.
29 мая 2013 года на сайте Хабрахабр было опубликовано исследование хода голосования за популярные инициативы. В статье и в комментариях к ней утверждается, что в ходе голосования были существенные статистические аномалии, которые не удается объяснить иначе, как «вбросом» электронных голосов. Илья Массух, президент «Фонда информационной демократии», комментируя это и другие исследования в своём ЖЖ, не отрицает наличие всплесков, но утверждает, что они имеют естественное происхождение.

### Основные концептуальные и технологические недостатки
На основе анализа задействованных в сайте РОИ средств, размещенной на нём информации и инициатив, на сентябрь 2016 года можно сделать выводы о наличии существенных концептуальных и технологических недостатков. К основным таким недостаткам относятся следующие:
1. На сайте отсутствуют средства, направленные на обсуждение, анализ и выработку качественных формулировок проблем и выработки предложений по их эффективному сбалансированному решению, таких как форумы, экспертизы, оценки, комментарии и т. д. В то же время значительная часть предлагаемых инициатив касается проблем, имеющих столь сложный комплексный характер, что отдельный человек не только не в состоянии предложить эффективное решение, но даже дать качественную формулировку поднимаемой проблемы[84].
2. Отсутствует интеграция системы РОИ с государственными, региональными, муниципальными информационными системами, направленными на решения аналогичных вопросов, такими, например, как «Активный гражданин» г. Москва и «Добродел»[85] Московской области. В системе отсутствуют средства, обеспечивающие передачу предлагаемых инициатив в государственные, региональные и муниципальные информационные системы, органы государственной, региональной и муниципальной власти, должностным лицам, в чьей компетенции находится решение поднятых проблем: Президент, Правительство, Госдума, Министерства и т. д. (см., например, инициативу 14Ф28615[86])
3. На сайте не представлены концепция и планы по его развитию и совершенствованию. На сайте не предоставлен даже доступ к тексту Указа Президента РФ от 4 марта 2013 года № 183, в соответствии с которым сайт создан. Многочисленные инициативы по улучшению работы сайта остаются не востребованными.
4. На сайте отсутствует раздел статистических и аналитических отчетов о его работе, информации об использовании материалов предлагаемых инициатив.
5. Негибкая система классификации предложений. Отсутствие раздела в ней для инициатив, направленных на улучшение работы сайта.
6. Негибкая, вызывающая много вопросов система голосования (см., например, инициативу 14Ф27606[87]).

### Целевая эффективность сайта РОИ
На июнь 2016 года «из без малого 8 тысяч инициатив, опубликованных на сайте, до цели добрались лишь 23, да и те не все набрали положенное количество голосов — многие, так получилось, оказались параллельны принимаемым различными органами решениям», то есть менее 0,3 %.
По данным на март 2017 года из более чем 9800 инициатив, опубликованных на сайте, были рассмотрены только 25, из них приняты 12 (в том числе 3 муниципальных).